# Список 100 найвпливовіших журналів з біології і медицини за останні 100 років
Список 100 найвпливовіших журналів з біології і медицини за останні 100 років (англ. 100 most influential journals of Biology & Medicine over the last 100 years), складений організацією «Special Libraries Association» (SLA, США) на основі опитування фахівців в 2009 році.

## Історія
Опитування було організоване організацією SLA's Centennial і її відділенням BioMedical & Life Sciences Division (DBIO) для виявлення 100 найвпливовіших у світовій науці журналів в галузі біології і медицини за останні 100 років. Це відділення очолювали: в 2008 — Chair John Tebo, University of Cincinnati, і в 2009 — Chair Jean Crampon, University of Southern California.
Три групи, що складалися з трьох експертів кожна, було рекрутовано з членів DBIO. Кожна група склала низку запитань для порівняння журналів в різних категоріях біології і медицини. Тоні Станкас з Університету Арканзаса (Tony Stankus, University of Arkansas) став підсумковим головним редактором для координації робіт усіх експертних груп і остаточного підведення результатів опитування.
Метою для завершального голосу було складання збалансованого списку, щоб у кожній з трьох областей було вибрано по 33 або 34 журнали. Потім Tony Stankus на основі підготовлених анкет провів опитування серед 686 членів DBIO, для виявлення 100 найвпливовіших у світовій науці журналів в галузі біології і медицини за останні 100 років. Список переможців наводиться нижче.
Уперше список 10 найвпливовіших журналів за підсумками цього опитування («DBIO Top 10») був анонсований 16 червня 2009 року на DBIO Annual Business luncheon, під час ювілейної конференції Centennial Conference в Вашингтоні (Washington, DC) і присвячений 75-річчю DBIO і організований у вигляді академічної презентації у стилі Academy Awards.

## Експертні групи
- Clinical Medicine & Allied Health Sciences expert panel: Sandy Kramer, Arizona Health Sciences Library, США; Patricia Thibodeau, Duke University Medical Center; and Laurie Scott, Queen's University, Канада.
- Molecular and Cellular Biology including Journals of Biotechnology and the Leading Multiscience Publications expert panel: Steven Adams, Princeton University, США; Karen Tempest, CSL Limited, Австралія; Mindy Thuna, the University of Toronto Mississauga, Канада.
- Natural History expert panel: Lori Bronars, Yale University, США; Eleanor MacLean, McGill University, Канада; Constance Rinaldo, Museum of Comparative Zoology at Harvard University, США.

## Топ 10
Джерело
- Молекулярна і клітинна біологія, біотехнологія і міждисциплінарні журнали
  - Science
  - Nature
  - Proceedings of the National Academy of Sciences of the USA

- Ботаніка, зоологія, антропологія, палеонтологія (The Natural History)
  - The American Journal of Botany
  - The Journal of Zoology
  - The American Journal of Physical Anthropology[en] (він одержав стільки ж голосів, як і журнали Journal of Human Evolution[en] і American Journal of Human Biology[en], але вийшов уперед за рахунок більш солідного віку)
  - The Journal of Paleontology

- Медицина (The Clinical and Medicine)
  - New England Journal of Medicine
  - JAMA: The Journal of the American Medical Association
  - BMJ: The British Medical Journal (який лише на 2 голоси переміг журнал The Lancet)

## Журнал століття
The Journal of the Centennial of SLA.
Журнал століття було обрано серед 14 журналів, з яких 3 набрали майже 75 % голосів.
- Nature (він випередив New England Journal of Medicine і Science).

## Видавництво століття
The Publisher of the Centennial of SLA
- Elsevier, має більше журналів (20) зі Списку 100, ніж будь-яке інше видавництво. Воно також лідирує і за числом номінованих назв журналів (82 серед 403). На другому місці видавництво Wiley з 14 журналами.

## Топ 100

### A
- AJN: The American Journal of Nursing[en], (1900)
- American Journal of Botany, (1914)
- American Journal of Clinical Nutrition[en], (1952)
- American Journal of Human Genetics[en], (1948)
- American Journal of Obstetrics & Gynecology[en], (1868)
- American Journal of Physical Anthropology[en], (1918)
- American Journal of Psychiatry, (1844)
- American Journal of Public Health[en], (1911)
- American Naturalist, (1867)
- Anesthesia & Analgesia[en], (1921)
- Animal Behaviour[en], (1953)
- Annals of the Entomological Society of America, (1908)
- Annals of Emergency Medicine[en], (1972)
- Annals of Forest Science, (1923)
- Applied and Environmental Microbiology[en], (1953)
- Archives of Ophthalmology[en], (1869)
- Archives of Pathology & Laboratory Medicine[en], (1926)
- Archives of Physical Medicine and Rehabilitation[en], (1918)
- The Auk, (1884)

### B
- Biochemistry[en], (1962)
- Biochimica et Biophysica Acta, (1947)
- Biological Journal of the Linnean Society, (1791)
- Biotechnology and Bioengineering[en], (1958)
- Blood[en], (1945)
- BMJ: The British Medical Journal, (1840)
- Botanical Journal of the Linnean Society, (1855)
- Botany[en] (Canadian Journal of Botany[en]), (1929)
- Brain and Cognition[en], (1982)

### C
- Canadian Journal of Forest Research[en], (1970)
- Cancer, (1948)
- Cell, (1974)
- Chest[en], (1935)
- Circulation, (1950)
- Clinical Infectious Diseases, (1979)
- Conservation Biology, (1986)
- Critical Care Medicine, (1973)
- Current Biology, (1991)

### D
- Development, (1953)
- Developmental Biology, (1959)

### E
- Ecology, (1927)
- EMBO Journal, (1982)
- Evolution (журнал), (1947)
- FASEB Journal, (1987)

### F
- FASEB Journal, (1987)

### G
- Gastroenterology, (1943)
- Genetics, (1916)

### H
- Human Gene Therapy, (1990)

### I
- Immunology, (1958)
- International Journal of Plant Sciences, (1875)

### J
- JAMA: The Journal of the American Medical Association, (1883)
- Journal of Allergy & Clinical Immunology, (1929)
- Journal of Anatomy, (1867)
- Journal of Bacteriology, (1916)
- Journal of Biological Chemistry, (1905)
- Journal of Bone & Joint Surgery, (1903)
- Journal of Cell Biology, (1955)
- Journal of Clinical Endocrinology & Metabolism, (1941)
- Journal of Ecology, (1913)
- Journal of Experimental Biology, (1923)
- Journal of Experimental Botany, (1950)
- Journal of Experimental Marine Biology & Ecology, (1967)
- Journal of Experimental Zoology, (1987)
- Journal of Fish Biology, (1969)
- Journal of Herpetology, (1958)
- Journal of Human Evolution[en], (1972)
- Journal of Immunology, (1916)
- Journal of Mammalogy, (1919)
- Journal of Medicinal Chemistry, (1958)
- Journal of Molecular Biology, (1959)
- Journal of Natural History, (1841)
- Journal of Paleontology, (1927)
- Journal of Pharmacology & Experimental Therapeutics, (1909)
- Journal of Plant Research, (1887)
- Journal of Shellfish Research, (1981)
- Journal of the American Academy of Dermatology, (1976)
- Journal of the American College of Surgeons, (1905)
- Journal of the American Dental Association, (1913)
- Journal of the American Geriatrics Society, (1953)
- Journal of Urology, (1907)
- Journal of Virology, (1967)
- Journal of Zoology, (1833)

### L
- The Lancet, (1823)
- Limnology & Oceanography, (1956)

### M
- Molecular & Cellular Biology, (1981)
- Molecular & Cellular Proteomics, (2002)

### N
- Nature, (1869)
- Nature Biotechnology, (1983)
- Nature Genetics, (1992)
- Nature Structural & Molecular Biology, (1994)
- Neurology, (1951)
- New England Journal of Medicine, (1812)
- Nucleic Acids Research, (1974)

### P
- Pediatrics, (1948)
- Plant Ecology, (1949)
- Plant Physiology, (1926)
- PNAS: Proceedings of the National Academy of Sciences, (1914)
- Proceedings of the Royal Society of London B - Biological Sciences, (1905)

### R
- Radiology, (1918)

### S
- Science, (1880)
- Systematic Botany, (1976)

### V
- Virology, (1955)

### Ресурси Інтернету
- DBio100(англ.) Архивная копия
- Top Ten Most-Cited Journals (All Fields), 1999—2009 [Архівовано 20 червня 2012 у Wayback Machine.](англ.)